# Svjetionik Otok Susak
Svjetionik Otok Susak je svjetionik na najvišem vrhu otoka Suska

## Vanjske poveznice
|  | Zajednički poslužitelj ima još gradiva o temi Svjetionik Otok Susak |